# Alissa Michailowna Kleibanowa
Alissa Michailowna Kleibanowa (russisch Алиса Михайловна Клейбанова; * 15. Juli 1989 in Moskau, Sowjetunion) ist eine ehemalige russische Tennisspielerin.

## Karriere
Kleibanowa, die im Alter von fünf Jahren mit dem Tennissport begann, bevorzugt Sand- oder Rasenplätze. Mit 14 Jahren spielte sie ihr erstes ITF-Turnier, das sie gleich gewinnen konnte. Seit 2009 bestritt sie fünf Partien für die russische Fed-Cup-Mannschaft.
Ihre größten sportlichen Erfolge im Einzel feierte sie im Jahr 2010 mit Turniersiegen in Kuala Lumpur (Endspiel gegen Jelena Dementjewa) und in Seoul (Klára Zakopalová).
Im Doppel gewann sie 2009 mit wechselnden Partnerinnen die WTA-Turniere von Tokio, Fès und Budapest. 2011 folgten mit den Erfolgen in Brisbane und Estoril zwei weitere Turniersiege.
Im Jahr 2009 spielte Kleibanowa erstmals für die russische Fed-Cup-Mannschaft; ihre Fed-Cup-Bilanz weist 3 Siege bei 2 Niederlagen aus.
Am 15. Juli 2011 wurde bekannt, dass Kleibanowa am Hodgkin-Lymphom, einem bösartigen Tumor des Lymphsystems, erkrankt war. Am 29. Februar 2012 teilte sie mit, dass die Behandlung der Krebserkrankung erfolgreich verlaufen sei und nach sieben Monaten Auszeit bei den Sony Ericsson Open in Miami auf den Tennisplatz zurückkehren werde. Dort schied sie nach einem Auftaktsieg über Johanna Larsson in Runde zwei mit 6:71, 3:6 gegen Marija Kirilenko aus.
Nach einer weiteren Auszeit feierte sie im Mai 2013 beim ITF-Turnier in Landisville ihr zweites Comeback. Sie gewann das $10.000-Turnier mit einem 6:3-, 6:0-Endspielsieg über Natalie Pluskota. Es folgten zwei weitere ITF-Turniere, bei denen sie noch einmal im Endspiel stand. Ihr Comeback auf der WTA Tour gab sie beim Rogers Cup 2013 in Toronto, wo sie unter dem geschützten Status für Langzeitverletzte (Protected Ranking) antrat; in der ersten Runde unterlag sie dort Eugenie Bouchard.
Zwischen Ende Juni 2014 in Wimbledon, wo sie im Einzel und im Doppel jeweils in der ersten Runde ausschied, und Anfang November 2015 bestritt Kleibanowa erneut kein Turnier. In den Weltranglisten (2011 war sie schon mal die Nummer 20 im Einzel und 2010 gar die Nummer 10 im Doppel) wurde sie zwischenzeitlich nicht mehr geführt. Im November 2015 konnte sie aber gleich bei ihrer Rückkehr in Antalya ein $10.000-Turnier des ITF Women’s Circuit gewinnen; an gleicher Stelle gewann sie im Dezember ein weiteres $10.000-Turnier.
2016 trat Kleibanowa nur erfolglos in der Qualifikation eines ITF-Turniers an. Seit Juli 2017 spielt sie wieder regelmäßig auf der ITF Tour. Ihr größter Erfolg seither war der Gewinn sowohl des Einzel- wie des Doppeltitels bei einem Turnier in Lubbock (Texas) im September des Jahres.
Ihr letztes internationales Spiel absolvierte Kleibanowa im Januar 2018.

## Turniersiege

### Einzel
| Nr. | Datum              | Turnier      | Kategorie         | Belag     | Finalgegnerin     | Ergebnis |
| --- | ------------------ | ------------ | ----------------- | --------- | ----------------- | -------- |
| 1   | 28. Februar 2010   | Kuala Lumpur | WTA International | Hartplatz | Jelena Dementjewa | 6:3, 6:2 |
| 2   | 26. September 2010 | Seoul        | WTA International | Hartplatz | Klára Zakopalová  | 6:1, 6:3 |

### Doppel
| Nr. | Datum           | Turnier  | Kategorie         | Belag     | Partnerin                    | Finalgegnerinnen                      | Ergebnis         |
| --- | --------------- | -------- | ----------------- | --------- | ---------------------------- | ------------------------------------- | ---------------- |
| 1   | 3. Mai 2009     | Fès      | WTA International | Sand      | Jekaterina Makarowa          | Sorana Cîrstea Marija Kirilenko       | 6:3, 2:6, [10:8] |
| 2   | 12. Juli 2009   | Budapest | WTA International | Sand      | Monica Niculescu             | Aljona Bondarenko Kateryna Bondarenko | 6:4, 7:65        |
| 3   | 2. Oktober 2009 | Tokio    | WTA Premier 5     | Hartplatz | Francesca Schiavone          | Daniela Hantuchová Ai Sugiyama        | 6:4, 6:2         |
| 4   | 8. Januar 2011  | Brisbane | WTA International | Hartplatz | Anastassija Pawljutschenkowa | Klaudia Jans Alicja Rosolska          | 6:3, 7:5         |
| 5   | 30. April 2011  | Oeiras   | WTA International | Sand      | Galina Woskobojewa           | Eleni Daniilidou Michaëlla Krajicek   | 6:4, 6:2         |

## Abschneiden bei Grand-Slam-Turnieren

### Einzel
| Turnier         | 2006 | 2007 | 2008 | 2009 | 2010 | 2011 | 2012 | 2013 | 2014 | Karriere |
| --------------- | ---- | ---- | ---- | ---- | ---- | ---- | ---- | ---- | ---- | -------- |
| Australian Open | —    | —    | 2    | AF   | 3    | 2    | —    | —    | Q1   | AF       |
| French Open     | —    | —    | 2    | 1    | 3    | —    | —    | —    | 1    | 3        |
| Wimbledon       | —    | —    | AF   | 2    | 3    | —    | —    | —    | 1    | AF       |
| US Open         | Q3   | —    | 2    | 1    | 2    | —    | —    | 2    | —    | 2        |

Zeichenerklärung: S = Turniersieg; F, HF, VF, AF = Einzug ins Finale / Halbfinale / Viertelfinale / Achtelfinale; 1, 2, 3 = Ausscheiden in der 1. / 2. / 3. Hauptrunde; Q1, Q2, Q3 = Ausscheiden in der 1. / 2. / 3. Qualifikationsrunde; nicht ausgetragen

### Doppel
| Turnier         | 2008 | 2009 | 2010 | 2011 | 2012 | 2013 | 2014 | Karriere |
| --------------- | ---- | ---- | ---- | ---- | ---- | ---- | ---- | -------- |
| Australian Open | —    | 1    | VF   | 2    | —    | —    | —    | VF       |
| French Open     | 2    | 2    | 2    | —    | —    | —    | AF   | AF       |
| Wimbledon       | 1    | VF   | —    | —    | —    | —    | 1    | VF       |
| US Open         | 2    | HF   | 2    | —    | —    | 1    | —    | HF       |

### Mixed
| Turnier         | 2008 | 2009 | 2010 | 2011 | Karriere |
| --------------- | ---- | ---- | ---- | ---- | -------- |
| Australian Open | —    | 1    | AF   | 1    | AF       |
| French Open     | —    | VF   | VF   | —    | VF       |
| Wimbledon       | 1    | 2    | AF   | —    | AF       |
| US Open         | —    | 1    | —    | —    | 1        |